# Hunted Down
«Hunted Down» es el primer sencillo de la carrera de Soundgarden, editado en 1987. La canción original aparece en el EP Screaming Life. Sólo se editaron 500 copias del sencillo en formato vinilo, lo que le convierte en objeto de coleccionista de los fanes de la banda. La cara-b del sencillo es "Nothing To Say", que también aparece en el EP Screaming Life además de en el recopilatorio final de la banda titulado A-Sides, al contrario de "Hunted Down".

## Lista de canciones
1. «Hunted Down» - 2:42
2. «Nothing to Say» - 4:00

- Datos: Q2733452